# Communauté de communes de la Saire
Die Communauté de communes de la Saire ist ein ehemaliger französischer Gemeindeverband mit der Rechtsform einer Communauté de communes im Département Manche in der Region Normandie. Sie wurde am 1. Januar 1993 gegründet und umfasste drei Gemeinden. Der Verwaltungssitz befand sich im Ort Digosville.

## Historische Entwicklung
Mit Wirkung vom 1. Januar 2017 fusionierte der Gemeindeverband mit
- Communauté de communes des Pieux,
- Communauté de communes de la Côte des Isles,
- Communauté de communes de la Vallée de l’Ouve,
- Communauté de communes du Cœur du Cotentin,
- Communauté de communes de la Région de Montebourg,
- Communauté de communes du Val de Saire,
- Communauté de communes de Saint-Pierre-Église sowie
- Communauté de communes de Douve et Divette

und bildete so die Nachfolgeorganisation Communauté d’agglomération du Cotentin.

## Ehemalige Mitgliedsgemeinden
1. Bretteville-en-Saire
2. Digosville
3. Le Mesnil-au-Val